# Sierra de Aitana
Sierra de Aitana är en ås i Spanien.   Den ligger i provinsen Provincia de Alicante och regionen Valencia, i den östra delen av landet, 400 km sydost om huvudstaden Madrid. Arean är 20,0 kvadratkilometer.